# Parlatoria oleae
Parlatoria oleae är en insektsart som först beskrevs av Colvée 1880.  Parlatoria oleae ingår i släktet Parlatoria och familjen pansarsköldlöss. Inga underarter finns listade i Catalogue of Life.

## Bildgalleri

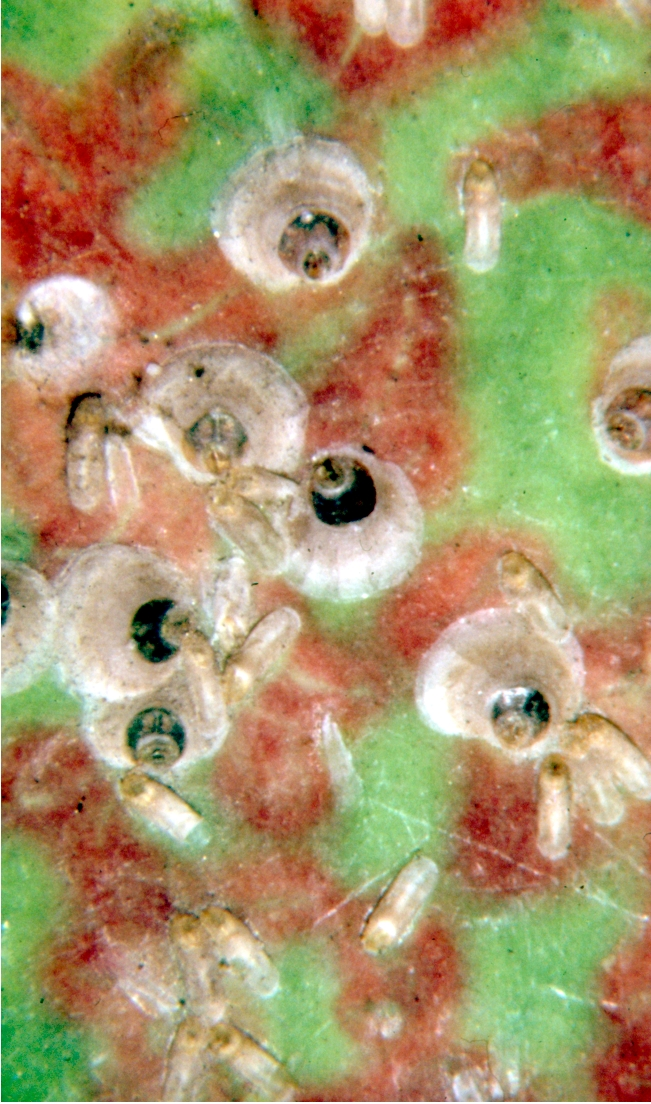